# Computer Wheelchair Interface
Pour les articles homonymes, voir CWI.
La Computer Wheelchair Interface (CWI) est une interface permettant le pilotage d'un fauteuil roulant électrique par un système de pointage.
L'interface a été créé par la Fondation suisse pour les téléthèses (FST).
Elle a été développée pour déplacer un fauteuil roulant par les yeux. Elle permet aussi le pilotage du fauteuil roulant par une souris, un boule de commande, un headmouse, un integramouse, un écran tactile, un système oculaire ou même par Internet.